# Macrocentrus carolinensis
Macrocentrus carolinensis är en stekelart som beskrevs av Watanabe 1945. Macrocentrus carolinensis ingår i släktet Macrocentrus och familjen bracksteklar. Inga underarter finns listade i Catalogue of Life.